# لاجئون عراقيون

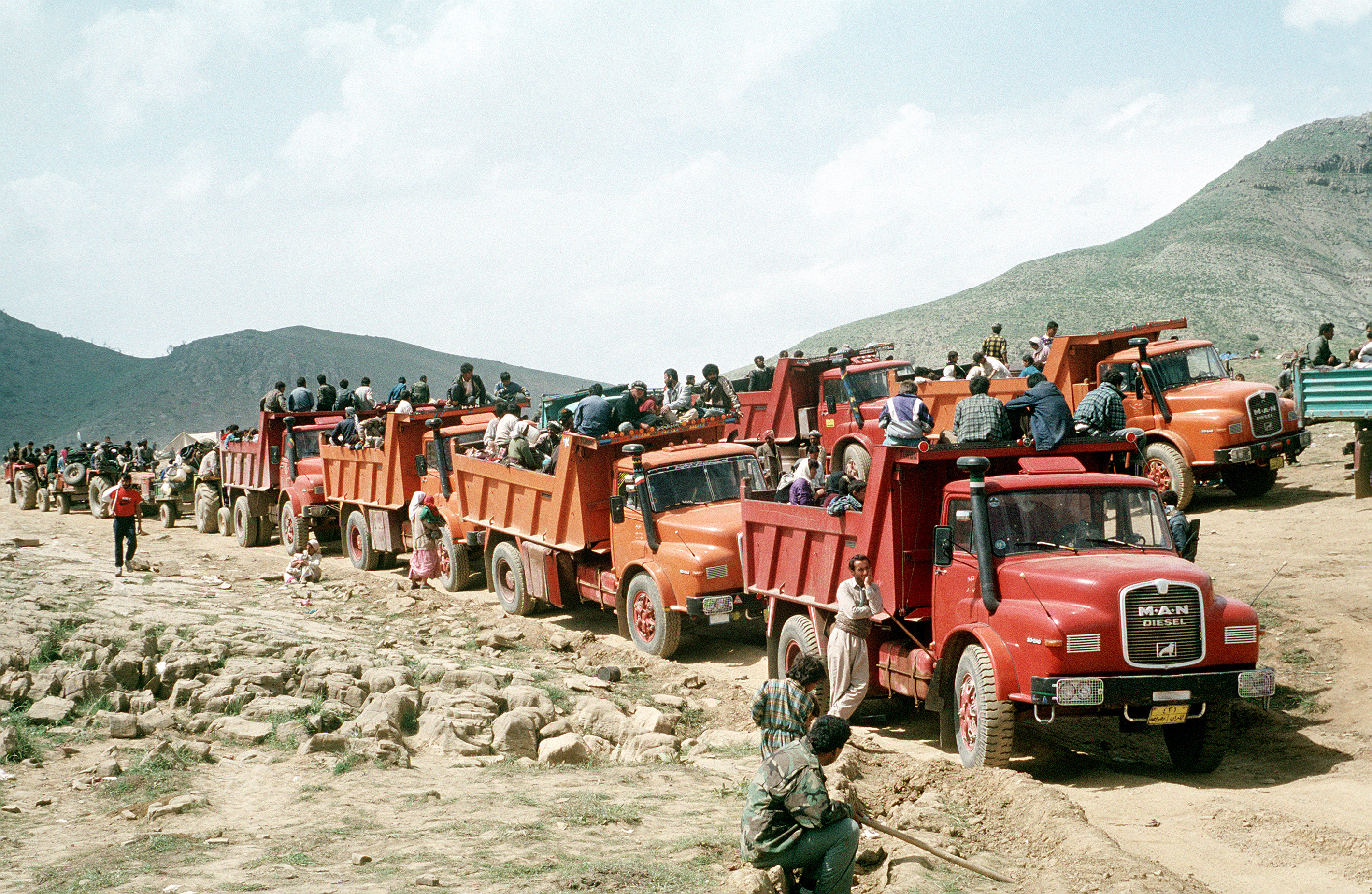
الاكراد العراقيين الفارين إلى تركيا

اللاجئين من العراق أو المواطنين العراقيين الذين فروا من العراق بسبب الحرب أو الاضطهاد. طوال السنوات ال 30 الماضية، كان هناك عدد متزايد من اللاجئين الفارين من العراق إلى جميع أنحاء العالم، وبلغت ذروتها مؤخرا مع أحدث حرب العراق. وازداد العدد بسبب الصراعات بما في ذلك الحرب العراقية الإيرانية (1980-1988)، غزو العراق للكويت (1990) وحرب الخليج (1991)، والعقوبات اللاحقة ضد العراق، والتي بلغت ذروتها في أعمال العنف التي نشئت أثناء وبعد الاحتلال الأمريكية، مما اضطر الملايين من العراقيين الهجرة بسبب انعدام الأمن. في نيسان 2007، كان هناك تقدير أكثر من 4 ملايين لاجئ عراقي في جميع أنحاء العالم، بما في ذلك مليون وتسعمئة ألف عراقي، ومليونان في دول الشرق الأوسط المجاورة، وحوالي 200,000 في دول الخارج ومنطقة الشرق الأوسط. وقد قال مفوض الأمم المتحدة السامي لشؤون اللاجئين أن النزوح العراقي الحالي هو الأكبر في منطقة الشرق الأوسط منذ النزوح الفلسطيني عام 1948 

## حرب الكويت
في 2 آب 1990، غزو العراق للكويت. المسماة حرب الخليج الثانية عام 1991 التي أنتجت ما يقرب من ثلاثة ملايين لاجئ، وكثير منهم من العراق. وكانت أكبر الجماعات الاجئين هم الأكراد والشيعة الفارين من صدام حسين بعد الانتفاضة الشعبانية، الذين سكنوا في مخيم رفحاء في السعودية.